# SN 2006oz
SN 2006oz – supernowa typu Ib odkryta 20 października 2006 roku w galaktyce A220853+0053. W momencie odkrycia miała maksymalną jasność 22,30m.